# Братська могила повстанців (Святогорівка)
Братська могила повстанців також Висока Могила — масове поховання повстанців повстанського загону села Святогорівки періоду Української революції 1917—1921. Також тут поховані інші учасники революційних подій 1917—1921 років.

## Історія
В обліковій карті «Братська могила партизан громадянської війни» яка була складанні Куцериб в 1976 році вказано що перше братське поховання з'явилося в 1918 році що малоймовірно. Так як перший великий зіткнення повстанців сталося 30 грудня 1918 року на хуторі Новотроїцькому з частинами Армії УНР в якому повстанці зазнали перших великі втрати.
23 травня 1919 року Святогорівці зайняли частини Добровольчої армії відразу ж в село прибув каральний загін Роговского який схопив 11 місцевих повстанців які ховалися у родичів після допиту всіх розстріляли.
У середині 1920 років Святогірська рада ухвалила рішення створити братську могилу повстанців і учасників революції 1917—1921 років на західній околиці села. На обраному місці був насипаний курган, на який перепоховали останки 11 повстанців, які загинули в боях з Добровольчою армією генерала Денікіна на початку 1919 року.
У 1958 році був встановлений пам'ятник: скульптура воїна з прапором і автоматом.
15 листопада 1976 року між Міністерством культури УРСР братська могила була взята на облік як пам'ятка історії та культури СРСР.
Станом на сьогоднішній день поховання не занедбане жителі смт на кургані косять траву, і доглядають за могилами окремих революціонерів і повстанців.

## Персоналії
Всього в братській могилі поховано 33 учасників Української революції 1917—1921, з усіх могил індефіцірованни 5 могил.

### Період Української Держави (1918 рік)
- перший голова Святогорівської ради — Юдін Григорій Фролович убитий невідомими за іншими відомостями начальником державної варти Держаком Іваном, зі слів родичів убитий більшовиками провокаторами влітку 1918 року. У джерелі наданим місцевою сільрадою помилково вказано дата загибелі 1919 рік.[5]

### Період Вільної території (кінець 1918)
- командир повстанського загону села Святогорівка — Тремба Іван Титович загинув під час бою на хуторі Новотроїцькому 30 грудня 1918 року.
- комісар повстанського загону Святогорівці — Деркач Василь загинув в кінці 1918.
- повстанець — Татаренко Василь Тимофійович загинув в кінці 1918.
- заступник начальника повстанського загону Святогорівці Тремба Іван Никонович загинув в кінці 1918 року.[5]

### Періоду Харківської області ЗСПР (1919)
- 11 неідентифікованих поховань повстанців Святогорівці розстріляних частинами Добровольчої армії в травні 1919.

### Періоду Донецької губернії 1920—1923
- комісар партизанського загону Святогорівці в 1918—1919 роках Татарин Василь Хомич — помер після побоїв невідомими в 1922 році.

### Дата загибелі не встановлені
- Андрейченко Я. Е.
- Гончаров И. И.
- Деркач В. Д.
- Деркач Д. Д.
- Літвінов С. К.
- Літвінов К. К.
- Прокопенко Н. Н.
- Сметана І. І.
- Серебряніков Д. Я.
- Савостьянов Н. Я.
- Тремба Я. Е.
- Татаренко П. П.